# 1808 w sztukach plastycznych

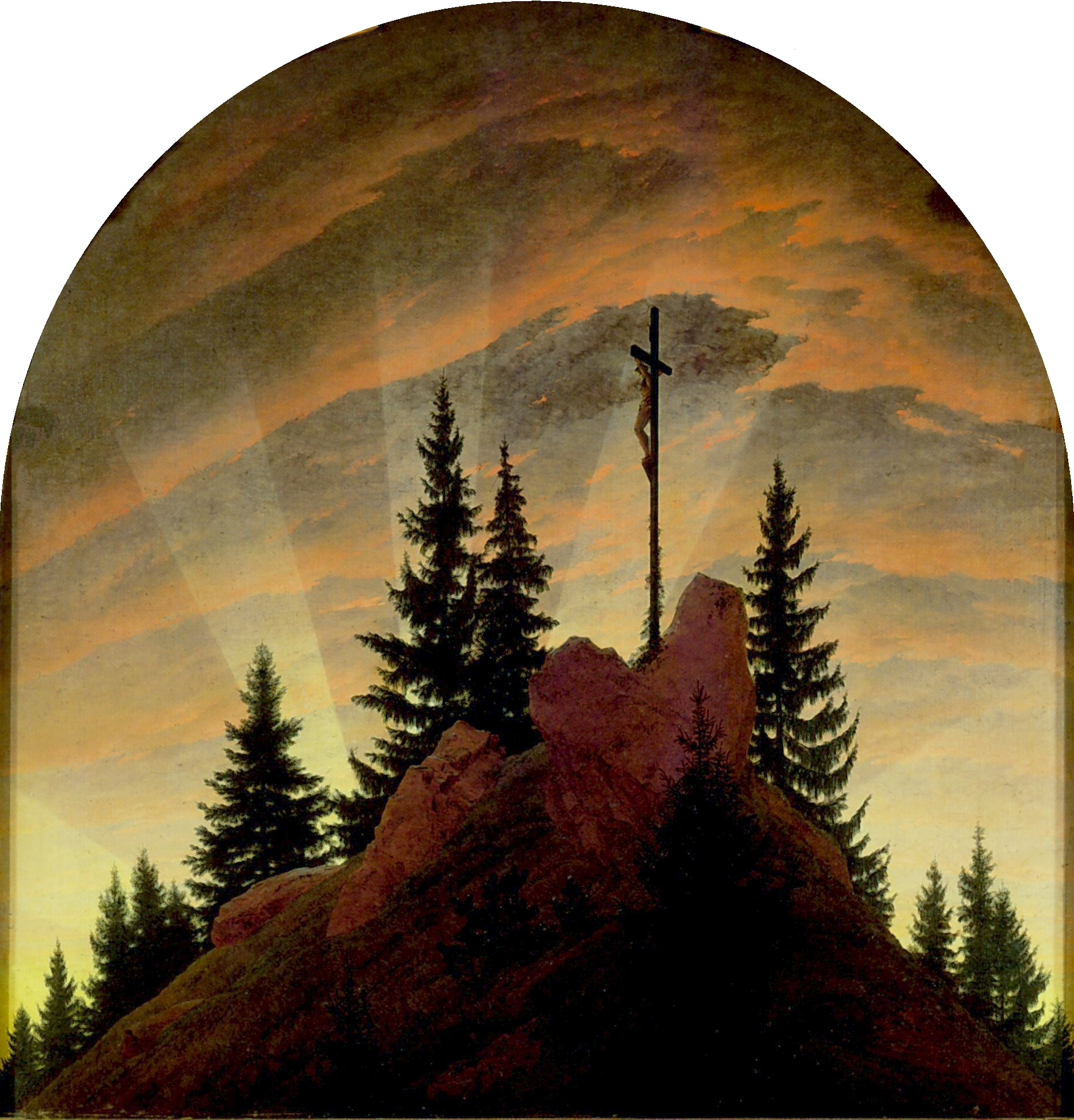
Krzyż w górach Caspar David Friedrich

Wydarzenia w sztukach plastycznych i wizualnych w 1808 roku.

## Dzieła
- Antoine-Jean Gros

Napoleon na polu bitwy pod Pruską Iławą – olej na płótnie, 521 × 784 cm
- Caspar David Friedrich

Krzyż w górach – olej na płótnie, 115 × 110 cm
- Francisco Goya

Ferdynand VII na koniu – olej na płótnie, 285 × 205 cm
Portret Evarista Péreza de Castro – olej na płótnie, 99 × 69 cm
Portret Manuela Garcíi de la Prada – olej na płótnie, 212 × 128 cm

## Urodzeni
- Adam Szemesz (zm. 1864), polski malarz i historyk sztuki
- Edward Świerkiewicz (zm. 1875), polski malarz i publicysta,
- José Roldán Martínez (zm. 1871), hiszpański malarz
- Michał Szweycer (zm. 1871) polski szlachcic i fotograf
- Robert Wilhelm Ekman (zm. 1873), fiński malarz
- Samuel Stillman Osgood (zm. 1885), malarz amerykański
- 5 lutego – Carl Spitzweg (zm. 1885), niemiecki malarz i rysownik
- 15 lutego – Karl Friedrich Lessing (zm. 1880), niemiecki malarz
- 17 lutego – Karl Eduard Aeschlimann (zm. 1893), szwajcarski architekt
- 26 lutego – Honoré Daumier (zm. 1879), francuski malarz, grafik i rzeźbiarz
- 20 marca – Antoine Étex (zm. 1888), francuski rzeźbiarz, malarz i architekt
- 16 kwietnia – Eugène-Emmanuel Amaury-Duval (zm. 1885), malarz francuski
- 18 maja – Józef Feliks Zieliński (zm. 1878), polski fotograf i wynalazca
- 7 sierpnia – Kajetan Kielisiński (zm. 1849), polski grafik i rysownik
- 18 listopada – Edoardo Arborio Mella (zm. 1884), włoski architekt

## Zmarli
- Fiodor Rokotow (ur. 1735), rosyjski malarz
- Georg Adam Eger (ur. 1727), niemiecki malarz
- Hugh Douglas Hamilton (ur. 1740), irlandzki malarz i portrecista
- Jan van Os (ur. 1744), holenderski malarz
- Manuel Bayeu (ur. 1740), hiszpański malarz i architekt
- Samuel Shelley (ur. 1750), angielski miniaturzysta i akwarelista
- 7 stycznia – David Gilly (ur. 1748), niemiecki architekt
- 12 lutego – Iwan Starow (ur. 1745), rosyjski architekt i urbanista
- 22 maja – Hubert Robert (ur. 1733), francuski malarz
- 24 maja – Jean-Baptiste Pillement (ur. 1728), francuski malarz i projektant
- 18 lipca – Giuseppe Piermarini (ur. 1734), włoski architekt
- 19 listopada – Carl Ludwig Fernow (ur. 1763), niemiecki teoretyk sztuki, romanista i bibliotekarz
- 15 grudnia – Carl Gotthard Langhans (ur. 1732), niemiecki architekt i budowniczy